# Förderndes Mitglied der SS

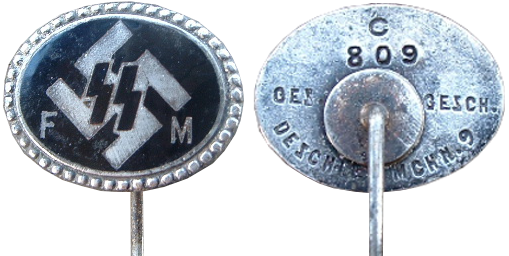
Nål för den som var Förderndes Mitglied der SS.

Förderndes Mitglied der SS (SS-FM) syftar på en person som inte anslöt sig till Allgemeine-SS för aktiv tjänst, utan istället stödde organisationen ekonomiskt. SS-FM bildades 1926 och dess medlemmar gav månatliga bidrag till SS.